# William Ernesto Iraheta Rivera
William Ernesto Iraheta Rivera (ur. 24 stycznia 1962 w Jayaque) – salwadorski duchowny katolicki, biskup Santiago de María od 2016.

## Życiorys

### Prezbiterat
27 grudnia 1988 otrzymał święcenia kapłańskie i został inkardynowany do archidiecezji San Salvador. Był m.in. dyrektorem jednego z diecezjalnych ośrodków, kanclerzem kurii, dyrektorem diecezjalnej Caritas oraz arcybiskupim delegatem ds. katechezy.

### Episkopat
4 stycznia 2016 papież Franciszek mianował go ordynariuszem diecezji Santiago de María. Sakry udzielił mu 12 marca 2016 biskup Rodrigo Orlando Cabrera Cuéllar.